# Алес Бяляцки
Аляксандър Вѝктаравич Бяля̀цки (на беларуски: Аляксандр Ві́ктаравіч Бяляцкі) е беларуски общественик.
През 2022 година получава Нобелова награда за мир, заедно с руската организация „Мемориал“ и украинския Център за граждански свободи „за борбата за правото да се критикува властта и да се защитават основни права на гражданите и за изключителното усилие за документиране на военни престъпления, нарушения на човешките права и злоупотребата с власт“.

## Биография
Алес Бяляцки е роден на 25 септември 1962 година във Вяртсиля, Карелия, в беларуско католическо семейство, което малко по-късно се установява в Светлогорск. През 1984 година завършва филология в Гомелския държавен университет, а през 1989 година защитава кандидатска дисертация в Института за литература „Янка Купала“.
Още в студентските си години се включва в беларуското национално движение и през 1989 година е сред основателите на Беларуския народен фронт „Възраждане“. Между 1989 и 1998 година е директор на Литературния музей „Максим Бахданович“, а през 1991 – 1996 година е градски съветник в Минск. През 1996 – 1999 година оглавява Беларуския народен фронт, който е един от основните опоненти на формиращия се авторитарен режим, начело с Александър Лукашенко. В отговор на разрастващите се политически репресии на властите, през 1996 година основава организацията Правозащитен център „Вясна“.
Заради критиките си към изборните манипулации на президентските избори през 2001 година, през 2003 година Правозащитният център „Вясна“ е забранен от властите и продължава да функционира нелегално. През 2011 година Бяляцки е арестуван и осъден за данъчни нарушения, като остава в затвора до 2014 година. Включва се активно в протестите от 2020 – 2021 година и през юли 2021 година отново е арестуван. Съдебният процес срещу него започва през януари 2023 година по обвинения в данъчни нарушения, за които обвинението иска седемгодишна присъда.